# 日本インシュレーション
日本インシュレーション株式会社（にっぽんインシュレーション、JAPAN INSULATION CO.,LTD.）は、大阪市中央区に本社を置く断熱材などを製造する日本の株式会社。東証スタンダード上場。

## 概要
創業は1914年（大正3年）4月8日で、1989年（平成元年）に大阪パッキング製造所から現社名に変更した。
建築分野とプラント分野で、1000℃-3時間の耐火性能を有するゾノトライト系けい酸カルシウムを基材とする耐火・断熱材料(ケイカル板)の製造販売・施工を手がけるメーカー。
近年では需要が高まっている免震構造に対応した商品も展開するなど、けい酸カルシウムを主体とした製品にて各種耐火認定を取得している。また不燃性能の高い意匠建材の素材も開発されており、建築分野をはじめその他分野に展開している。

## 沿革
- 1914年（大正3年） 大阪市に大阪パッキング製造所を創業
- 1923年（大正12年） 保温・保冷工事の設計施工を開始
- 1949年（昭和24年） 株式会社に改組
- 1958年（昭和33年） けい酸カルシウム保温材の生産開始
- 1960年（昭和35年） 岐阜県本巣郡（現・岐阜県瑞穂市）に岐阜工場建設
- 1969年（昭和44年） 社団法人近畿化学協会から化学技術賞を受賞
- 1974年（昭和49年） 社団法人窯業協会から技術賞を受賞
- 1975年（昭和50年） ベルギーのエタニット社へ技術輸出
- 1978年（昭和53年） ニチアス株式会社へ、ダイパライトの生産・販売のライセンスを供与
- 1979年（昭和54年） 財団法人省エネルギーセンターから'79省エネルギー優秀製品賞を受賞・保温材の無石綿化
- 1981年（昭和56年） 米国のパブコ社へ、ダイパライト、タイカライトを技術輸出
- 1983年（昭和58年） 柿木克己（当社社長）が黄綬褒章を受章・岐阜工場が通産大臣よりJIS A 9510のJIS表示許可工場となる
- 1984年（昭和59年） 社団法人日本化学会からダイパライトが化学技術賞を受賞
- 1986年（昭和61年） 耐火被覆材の無石綿化
- 1989年（平成元年） 日本インシュレーション株式会社に商号変更・北勢工場建設
- 1990年（平成2年） 北勢工場第2期工事完成・中央技術研究所を開設・全製品の無石綿化
- 1991年（平成3年） 21世紀型省エネルギー機器・システム表彰において，資源エネルギー庁長官賞を受賞
- 1994年（平成6年） 生産事業部 （北勢・岐阜の両工場）が国内建材専門メーカーとして初めてISO9002：1994（品質マネジメントシステム） 登録認証を取得
- 1999年（平成11年） 環境方針を策定・高橋輝が，科学技術庁長官賞（科学技術功労者）
- 2000年（平成12年） 厚生大臣から広域再生利用指定産業廃棄物処理者に指定（指定番号第75号）・生産事業部がISO 14001：1996（環境マネジメントシステム）登録認証を取得
- 2001年（平成13年） 営業本部がISO 9001：2000登録認証を取得・型枠兼用不燃断熱材ダンネットライト-Ⅱフネンが国土交通省NETISに登録
- 2002年（平成14年） 産業廃棄物処分業（中間処理）の許可取得・岐阜工場、北勢工場がJIS A 5430のJIS表示許可工場として認定
- 2004年（平成15年） 全事業所でISO 9001：2000（品質マネジメントシステム）の登録認証を取得・情報BOX用耐火防護工法が国土交通省NETISに登録
- 2004年（平成16年） 中堅企業として初めて日本政策投資銀行から「環境配慮型経営促進事業」による融資を受ける
- 2005年（平成17年） トンネル内情報BOX用耐火防護工法JICケイカルTN工法の国土交通省NETIS登録
- 2006年（平成18年） 大橋健一，代表取締役社長に就任　柿木克己，代表取締役会長に就任・改正工業標準化法の新JISマーク制度に基づく製品認証を取得（建材業界初）
- 2007年（平成19年） 全国で初めて日本政策投資銀行から「アスベスト対策事業」による融資を受ける
- 2008年（平成20年） 環境庁による自主参加型国内排出量取引制度（第4期）に参加・中堅企業として初めて日本政策投資銀行から「環境格付利子補給制度」による融資を受ける
- 2020年（令和2年） 東京証券取引所2部上場

## 事業所
- 本社：大阪府大阪市中央区南船場1丁目18番17号 商工中金船場ビル
- 東京本部：東京都江東区東陽3丁目7番13号 ヒューリック木場ビル6F
- 支社：京葉支社（千葉県市原市）
- 営業所・出張所：東北営業所（仙台市）、中部営業所（名古屋市）、九州営業所（福岡市）、苫小牧出張所、新潟営業所（柏崎市）、鹿島営業所（神栖市）、京浜営業所（川崎市）、三重営業所（四日市市）、倉敷営業所
- 岐阜工場・中央技術研究所・商品PRセンター（岐阜県瑞穂市）
- 北勢工場（三重県いなべ市）